# Al-Mukalla

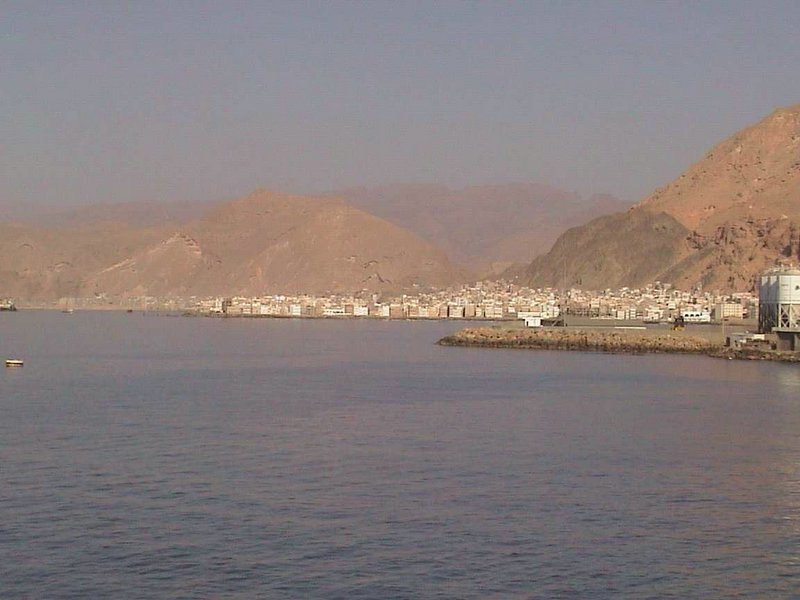
al-Mukalla sedd från havet.

al-Mukalla (arabiska: المكلا, al-Mukallā) är en hamnstad i södra Jemen, belägen vid Adenviken, cirka 480 kilometer öster om Aden. Staden har 258 000 invånare (2004) och är huvudort för provinsen Hadramawt.
al-Mukalla är en viktig hamnstad och handelscentrum för östra Jemen. Viktiga näringar i staden är fiske och fiskförädling. Här finns även viss verkstadsindustri.